# Masalia albisticta
Masalia albisticta là một loài bướm đêm trong họ Noctuidae.